# Halowe Mistrzostwa Świata w Lekkoatletyce 2006 – bieg na 800 m kobiet
Bieg na 800 m kobiet – jedna z konkurencji rozgrywanych podczas halowych mistrzostw świata w lekkoatletyce w 2006. Eliminacje odbyły się 10 marca, półfinały miały miejsce 11 marca, finał zaś został rozegrany 12 marca.
Do eliminacji zgłoszonych zostało 21 zawodniczek z 14 państw.
Zawody w tej konkurencji wygrała reprezentantka Mozambiku Maria Mutola. Drugą pozycję zajęła zawodniczka z Jamajki Kenia Sinclair, trzecią zaś reprezentująca Maroko Hasna Benhassi.

## Wyniki

### Eliminacje
Źródło: 
Bieg 1
| Miejsce | Zawodniczka      | Państwo         | Wynik   | Uwagi |
| ------- | ---------------- | --------------- | ------- | ----- |
| 1.      | Maria Mutola     | Mozambik        | 2:02,33 |       |
| 2.      | Tetiana Petluk   | Ukraina         | 2:02,40 |       |
| 3.      | Jennifer Meadows | Wielka Brytania | 2:02,75 |       |
| 4.      | Teodora Kołarowa | Bułgaria        | 2:04,12 |       |
| 5.      | Lwiza John       | Tanzania        | 2:05,88 | SB    |
| 6.      | Marian Burnett   | Gujana          | 2:07,18 |       |

Bieg 2
| Miejsce | Zawodniczka      | Państwo         | Wynik   | Uwagi |
| ------- | ---------------- | --------------- | ------- | ----- |
| 1.      | Hasna Benhassi   | Maroko          | 2:03,63 |       |
| 2.      | Ewelina Sętowska | Polska          | 2:03,71 | SB    |
| 3.      | Mihaela Neacșu   | Rumunia         | 2:04,24 |       |
| 4.      | Karen Harewood   | Wielka Brytania | 2:04,51 |       |
| 5.      | Alexia Oberstolz | Włochy          | 2:07,62 |       |

Bieg 3
| Miejsce | Zawodniczka      | Państwo           | Wynik   | Uwagi |
| ------- | ---------------- | ----------------- | ------- | ----- |
| 1.      | Olga Kotlarowa   | Rosja             | 2:03,75 |       |
| 2.      | Kenia Sinclair   | Jamajka           | 2:03,94 |       |
| 3.      | Frances Santin   | Stany Zjednoczone | 2:04,22 |       |
| 4.      | Elisa Cusma      | Włochy            | 2:04,95 |       |
| 5.      | Amina Aït Hammou | Maroko            | 2:05,11 |       |

Bieg 4
| Miejsce | Zawodniczka            | Państwo           | Wynik   | Uwagi |
| ------- | ---------------------- | ----------------- | ------- | ----- |
| 1.      | Élisabeth Grousselle   | Francja           | 2:04,74 |       |
| 2.      | Natalja Cyganowa       | Rosja             | 2:04,82 |       |
| 3.      | Maria Cioncan          | Rumunia           | 2:05,17 |       |
| 4.      | Zoja Nesterenko-Hładun | Ukraina           | 2:05,90 |       |
| –       | Alice Schmidt          | Stany Zjednoczone | DSQ     |       |

### Półfinały
Źródło: 
Bieg 1
| Miejsce | Zawodniczka       | Państwo         | Wynik   | Uwagi |
| ------- | ----------------- | --------------- | ------- | ----- |
| 1.      | Hasna Benhassi    | Maroko          | 2:03,59 |       |
| 2.      | Olga Kotlarowa    | Rosja           | 2:03,70 |       |
| 3.      | Ewelina Sętowska  | Polska          | 2:03,87 |       |
| 4.      | Jennifer Meadows  | Wielka Brytania | 2:03,95 |       |
| 5.      | Tetiana Petluk    | Ukraina         | 2:04,74 |       |
| 6.      | Teodora Kotlarowa | Bułgaria        | 2:04,88 |       |

Bieg 2
| Miejsce | Zawodniczka          | Państwo           | Wynik   | Uwagi |
| ------- | -------------------- | ----------------- | ------- | ----- |
| 1.      | Kenia Sinclair       | Jamajka           | 2:00,06 | NR    |
| 2.      | Maria Mutola         | Mozambik          | 2:00,29 | SB    |
| 3.      | Élisabeth Grousselle | Francja           | 2:00,42 | NR    |
| 4.      | Natalja Cyganowa     | Rosja             | 2:00,46 |       |
| 5.      | Mihaela Neacșu       | Rumunia           | 2:02,51 |       |
| 6.      | Frances Santin       | Stany Zjednoczone | 2:05,40 |       |

### Finał
Źródło: 
| Miejsce | Zawodniczka          | Państwo  | Wynik   | Uwagi |
| ------- | -------------------- | -------- | ------- | ----- |
| 01 !    | Maria Mutola         | Mozambik | 1:58,90 | SB    |
| 02 !    | Kenia Sinclair       | Jamajka  | 1:59,54 | NR    |
| 03 !    | Hasna Benhassi       | Maroko   | 2:00,34 | SB    |
| 4.      | Élisabeth Grousselle | Francja  | 2:00,74 |       |
| 5.      | Olga Kotlarowa       | Rosja    | 2:01,26 |       |
| 6.      | Ewelina Sętowska     | Polska   | 2:02,39 | PB    |